# Carnival Legend
Die Carnival Legend (dt. Legende) wurde als drittes Schiff der Spirit-Klasse für die Carnival Corporation & plc mit der Baunummer 501 auf der Werft Kvaerner Masa Yards AB in Helsinki erbaut. Als Schiffsthema wählte der Innenarchitekt Joseph Farcus die griechische Mythologie. In Technik und Deckgrundrissen entspricht die Carnival Legend weitgehend den anderen Schiffen der Spirit-Klasse.
Die Flutung des Baudocks erfolgte am 12. Dezember 2001, zeitgleich mit der Übergabe des Schwesterschiffs Carnival Pride. Am 14. August 2002 konnte die fertiggestellte Carnival Legend an die Reederei Carnival Cruise Lines abgeliefert werden. Die Schauspielerin Dame Judi Dench vollzog die Taufe eine Woche später in der englischen Hafenstadt Harwich.

## Einsatz
Nach der Indienststellung lief die Carnival Legend zunächst von verschiedenen US-amerikanischen Häfen zu Kreuzfahrten aus. Darunter auch Philadelphia und Baltimore, die 2004 zum ersten Mal ins Programm der Reederei aufgenommen worden waren. Die Carnival Legend war das erste Schiff, das für Carnival Cruise Line in europäischen Gewässern im Einsatz war. Neben 12-tägigen Kreuzfahrten, die nach Nordeuropa führten, wurden auch Atlantiküberquerungen angeboten. Im Anschluss folgten Kurzreisen an der amerikanischen Ostküste sowie Kreuzfahrten zwischen New York und Zielen in Kanada. Mittlerweile steuert die Carnival Legend von Tampa (Florida) aus Ziele in der Westkaribik an.
Zwischen Frühjahr und Herbst 2013 verließ die Carnival Legend die Karibik. Im Sommer wird sie für Kreuzfahrten in die Ostsee und zu den Fjorden Norwegens eingesetzt, im Frühjahr und Herbst sollen auch Westeuropa und das Mittelmeer befahren werden – ab Spätherbst wird sie dann wieder in der Karibik ab Tampa eingesetzt.

## Besondere Vorkommnisse
- Während der Taufzeremonie am 21. August 2002 benötigte Taufpatin Dame Judi Dench drei Versuche, um die Champagnerflasche am Schiffsrumpf zu zerschmettern. Als die Flasche unter Mithilfe von Kapitän Claudio Cupisci zerbarst, wurde Dench mit dem Inhalt bespritzt. Sie nahm den Zwischenfall mit Humor.[3]

- Am 13. Juli 2005 befand sich die Carnival Legend auf dem Weg von Tortola nach New York City. Gegen 15:10 Uhr drehte das Schiff plötzlich hart steuerbord und erreichte dabei 14 Grad Schräglage. Bei diesem Manöver wurden einige Passagiere leicht verletzt. Ursache war eine Computerpanne. Entschädigungen wurden nicht gewährt.[4]

- Am Vormittag des 3. August 2005 kam es zu starker Rauchentwicklung in den unteren Decks im Bug des Schiffs. Die Passagiere wurden auf die oberen Freidecks gebeten. Nach Aussagen des Kreuzfahrtdirektors hatte es ein Problem im Maschinenraum gegeben.[4]

- Während der Kreuzfahrt wurde ein 35-jähriger Passagier für tot erklärt, nachdem er in der Nacht zum 27. Mai 2006 bei einem Familienstreit vom Balkon seiner Kabine über Bord gesprungen war. Das Schiff blieb noch elf Stunden im Seegebiet 450 Meilen nordöstlich von Florida und erreichte New York am nächsten Tag erst gegen 20 Uhr. Die Leiche wurde nie gefunden.[5]

- Am 30. September 2009 wurde das Schiff beim Ablegen in Cozumel (Mexiko) von starkem Wind gegen die Flanke der Enchantment of the Seas der Royal Caribbean Cruise Line gedrückt. Beide Schiffe wurden leicht beschädigt, konnten ihre Fahrt nach der Freigabe durch die Behörden jedoch fortsetzen.[6]

- Am 16. Februar 2018 kam es zu Beginn einer Kreuzfahrt vor Australien zu einer Massenschlägerei zwischen Passagiergruppen. 23 Passagiere mussten in Begleitung australischer Polizei das Schiff verlassen. Die Kreuzfahrt wurde abgebrochen.[7]

- Am 20. Dezember 2019 rammte das Kreuzfahrtschiff Carnival Glory im Hafen von Cozumel (Mexiko) beim Anlegemanöver den Bug der bereits am Pier vertäuten  Carnival Legend. Eine Person wurde verletzt.[8] Beide Schiffe konnten ihre Kreuzfahrten fortsetzen.

- Im September 2021 erhielt die Carnival Legend bei einem Werftaufenthalt in Marseille eine neue Rumpfbemalung. Dabei wurde der bisher weiße Bug blau gestrichem. Anlass ist das 50. Jubiläum der Reederei im Jahr 2022.[9][10]